# Prava krebuljica
Práva krebúljica (znanstveno ime Anthriscus cerefolium) je nežna enoletnica, sorodna peteršilju. Uporablja se kot začimba za jedi blagega okusa. Je obvezna sestavina francoske kuhinje v mešanici finih zelišč (fines herbes). Z drobno sesekljanimi potresemo sendviče, jajčne jedi, zelenjavne juhe, ribe in kuhan krompir, dodajamo jih tudi majonezi in mnogim klasičnim omakam.
Izvira verjetno s Kavkaza, v zahodno Evropo pa so jo prinesli že v rimskih časih. 
Krebuljica se od peteršilja loči po manjših in svetlejših listih, njen okus je bolj sladkast in se nagiba k janežu.
Priporočljivo je krebuljico gojiti na domačem vrtu iz semen, ker hitro ovene in kot prodajna zelenjava ni pogosta. Krebuljico vzgojimo iz semen, režemo jo pogosto, ker ima zelo kratko življenjsko dobo. Po cvetenju ni več primerna za kuhinjsko uporabo. Z odstranjevanjem zunanjih listov spodbujamo rast mladih listov v sredini rastline. Dobro prenaša zamrzovanje, posušena izgubi skoraj ves vonj in okus in je ni vredno kupovati. Krebuljico dodajamo ob koncu kuhanja, ker se med kuhanjem njen okus hitro razblini.
Pri nabiranju v naravi je potrebno biti pozoren zaradi možnosti zamenjave z nekaterimi strupenimi rastlinami, med drugim z zelo strupenim pikastim mišjakom (Conium maculatum, »Sokratov strup«) in manj strupenim navadnim steničnjakom oziroma pasjim peteršiljem (Aethusa cynapium). Strupene vrste nimajo prijetnega vonja in okusa, kot ga ima krebuljica.